# Jon Snow
Jon Snow é um personagem fictício da série de livros de fantasia A Song of Ice and Fire, escrita pelo autor norte-americano George R. R. Martin. Ele também é um dos personagens principais da adaptação televisiva da HBO, Game of Thrones, onde é interpretado pelo ator britânico Kit Harington.  Em ambas as mídias, ele é introduzido como o filho ilegítimo de Ned Stark, o honorável Lorde de Winterfell, uma fortaleza ancestral no Norte do reino fictício de Westeros.
Jon é introduzido no primeiro livro da série de livros, A Game of Thrones (1996), e sabendo que suas pretensões de vida são limitadas pela sua condição de filho bastardo, ele se junta à Patrulha da Noite, que guarda as fronteiras norte do reino dos Selvagens, um povo que vive Além da Muralha. Quando a família Stark encontra uma grande adversidade, Jon permanece na Patrulha em nome de seu juramento e sua honra. Em A Clash of Kings (1998), Jon se junta a uma patrulha de batedores que investigam uma ameaça sobrenatural chamada "Os Outros", além da Muralha, e consegue se infiltrar entre os Selvagens. Em A Storm of Swords (2000), ele descobre o plano dos Selvagens de invadirem Westeros e começa a se apaixonar por uma dura guerreira deste povo, Ygritte. Jon os trai – e a Ygritte – antes que eles possam atacar, mas a vitória da Patrulha da Noite vem a um alto preço. Em A Dance with Dragons (2011), feito Lorde Comandante da Patrulha da Noite por seus companheiros, ele trabalha por uma aliança entre os patrulheiros e os Selvagens, para enfrentar a ameaça maior, mas a crescente animosidade que criou entre seus próprios homens finalmente chega a um limite, e ele é forçado a enfrentar essas consequências.
O ator que interpreta na série de televisão, Kit Harington, é filho do 15º Baronete de Harington e descendente do rei Carlos II da Inglaterra. Sendo assim, um nobre na vida real.

## Perfil

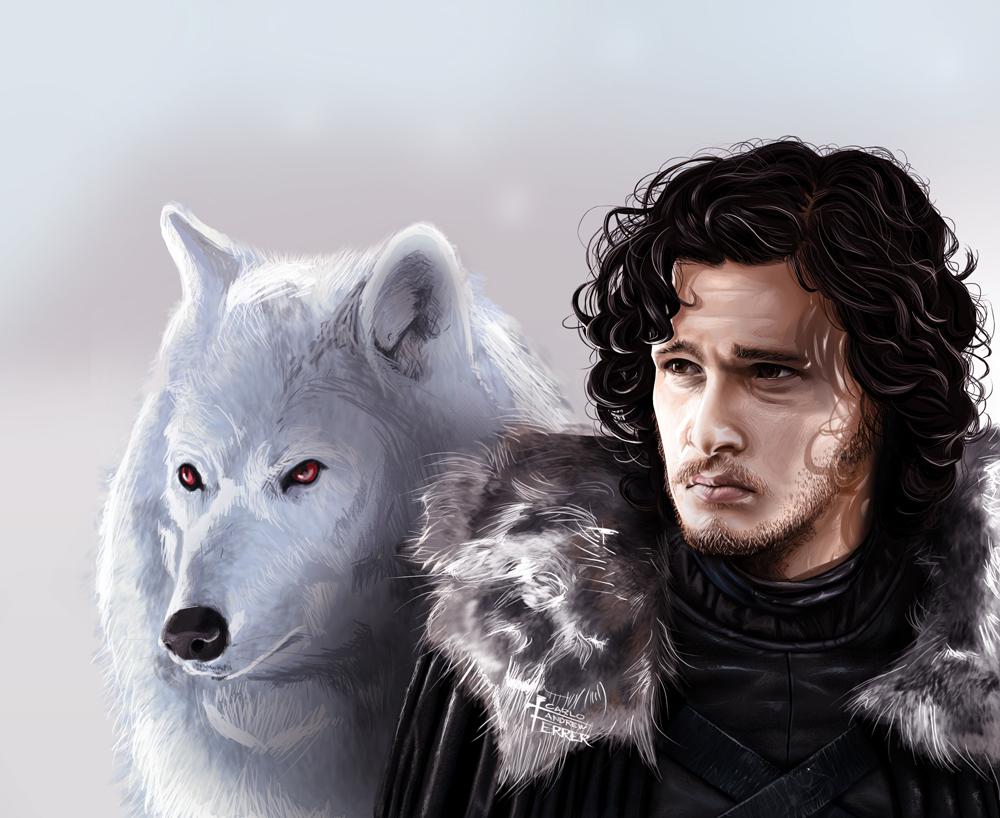
jon snow and ghost

Jon Snow é o filho bastardo de 14 anos de Ned Stark, Lorde de Winterfell, e meio-irmão de Robb, Sansa, Arya, Bran e Rickon Stark. Ele tem fortes traços dos Stark, com uma estrutura magra, rosto longo, cabelos castanhos escuros e olhos cinzentos. Tem o sobrenome "Snow", dado costumeiramente às crianças ilegítimas do Norte, e é desprezado pela esposa de Ned e mãe das outras crianças, Catelyn Stark, que o vê como uma lembrança constante da infidelidade do marido. Ele tem a mesma idade de Robb, o filho mais velho dos Stark, e tem uma boa relação com os irmãos, particularmente com a tomboy Arya, que, como ele, também não se sente muito à vontade na família. Ned o trata como a todos os outros filhos mas, como uma espécie de intruso, Jon aprendeu a ser independente e se autodefender quando necessário. Ele idolatra o pai, mas sente quando Ned se recusa a lhe falar sobre sua mãe. No começo da história, ele adota um lobo-gigante albino a quem dá o nome de "Fantasma". Depois de um tempo, ele descobre que pode "interiorizar o lobo e dividir suas experiências.

## Biografia fictícia

### Série literária

#### A Game of Thrones
Jon Snow primeiro aparece quando ele e seus cinco irmãos adotam seis filhotes de lobos-gigantes. Como filho ilegítimo de Ned Stark e com a esposa de Ned, Catelyn Stark, desprezando-o, ele sempre se sentiu à parte do resto da família Stark. Ele resolve se juntar à Patrulha da Noite, já que seu status o impede de fazer um bom casamento ou possuir terras. Na Muralha, guardada pela Patrulha no extremo norte, os outros recrutas a princípio se ressentem da aura de superioridade de Jon, mas ele repara o dano ajudando-os a dominar a espada. Ele fica amigo de Samwell Tarly, um pequeno lorde covarde, que apesar de ser péssimo com armas mostra grande interesse pela leitura. A independência de Jon e sua compaixão com os outros recrutas atraem a ira do severo mestre de armas  Alliser Thorne, que o vê como uma ameaça à sua autoridade. Ele chama a atenção do comandante da Patrulha, Jeor Mormont, que o nomeia como seu principal escudeiro e o treina para o comando. Após saber da execução de seu pai, Jon resolve desertar e se juntar a seu irmão, Robb Stark, mas os outros patrulheiros o convencem a honrar os votos e seu juramento à Patrulha. Na noite seguinte, ele salva a vida de Mormont, matando uma misteriosa criatura morta-viva; o comandante então ordena uma grande incursão além das muralhas para conhecer melhor essa nova ameaça.

#### A Clash of Kings
Mormont lidera um grupo de patrulheiros numa incursão Além da Muralha para investigar o desaparecimento do tio de Jon,  Benjen, descobrir as intenções do líder dos Selvagens, Mance Rayder, e obter mais informações sobre a nova ameaça dos Outros. Integrando uma dupla de batedores liderada por Qhorin Halfhand, Jon descobre um posto de observação dos Selvagens e captura uma de suas guerreiras, Ygritte; aconselhado pelos outros a matá-la, ele porém a deixa escapar e logo depois ele e Qhorin são capturados pelos Selvagens; Qhorin, que certamente enfrenta a execução pelas mãos de Rayder, diz a Jon para se infiltrar no grupo e descobrir todos os seus planos a qualquer custo. Jon finge repudiar a Patrulha da Noite e os Selvagens o forçam a lutar contra Qhorin para conquistar sua confiança; com o assentimento silencioso de Qhorin, ele o mata com a ajuda de seu lobo "Fantasma".

#### A Storm of Swords
Jon ganha a confiança dos Selvagens depois de matar Qhorin e se junta a eles. Ele descobre que Rayder pretende criar uma brecha na Muralha e marchar para o sul com seu povo para escapar dos Outros, enfrentando a Patrulha da Noite se necessário. Jon se encontra dividido entre seu amor por Ygritte e seus votos de celibato como patrulheiro. Após escalar a Muralha com Ygritte e Tormund Giantsbane, Jon os deixa para trás para avisar os patrulheiros do ataque iminente; ele ajuda a defender Castle Black contra o ataque inicial dos Selvagens apesar da desvantagem em homens e armas, mas Ygritte morre na luta, deixando-o arrasado. Quando a batalha é vencida, Jon é preso por deserção mas acaba libertado após convencer os juízes de sua lealdade; ainda desconfiado, Thorne o manda matar Mance Rayder, que foi capturado, como prova de lealdade, mas ele é interrompido pela chegada das tropas de Stannis Baratheon. Este gosta de Jon e oferece legitimá-lo como um Stark e declará-lo Lorde de Winterfell se ele aliar o Norte com Stannis, que pretende tomar a coroa dos Lannister após a morte de seu irmão, o rei Robert Baratheon. Apesar da tentação de se tornar um legítimo Stark, Jon prefere se manter fiel a seus votos à Patrulha. Com o apoio de Samwell, ele é eleito comandante da Patrulha da Noite por aclamação.

#### A Feast for Crows
Jon manda Sam embora de Castle Black junto com  Meistre Aemon e o filho recém-nascido de Mance Rayder para evitar que o bebê seja sacrificado pela sacerdotisa vermelha Melisandre. Ele também dá a Sam a missão específica de ir para A Cidadela, em Oldtown, para se tornar um meistre, estudar e procurar conhecer melhor a ameaça mortal dos Outros e, eventualmente, suceder a Meistre Aemon.

#### A Dance with Dragons
Após enviar Samwell para a Cidadela, Jon negocia com sucesso uma rendição pacífica com o resto dos homens de Rayder. Ele promete assentar os Selvagens em regiões pouco povoadas do Norte e permitir a alguns deles se juntarem às guarnições de muitas das fortalezas abandonadas pela Patrulha da Noite ao longo da Muralha. Muitos patrulheiros desgostam da ideia de permitir que seus inimigos ancestrais cruzem a Muralha e passem a integrar a Patrulha. Jon tenta fazer malabarismos para conseguir a integração dos Selvagens, fazendo crescer a agitação entre os patrulheiros, enquanto Stannis tenta conseguir o auxílio da Patrulha em sua guerra pelo Trono de Ferro, mas tentando manter a Patrulha politicamente neutra. Agitados por estes acontecimentos sem precedentes, um grupo de oficiais, liderados por Janos Slynt, desafia abertamente as ordens de Jon; quando Slynt se recusa a obedecê-lo, ele o executa.
Stannis explica a Jon seu plano para atacar Dreadfort, mas Jon o aconselha ao invés disso se reagrupar nas montanhas Clans e atacar Deepwood Motte, a fortaleza da Casa Glover, recentemente capturada pelo exército das Ilhas de Ferro. Stannis segue o conselho e consegue o apoio dos Glover e dos Mormont. Jon é informado que sua irmã menor Arya Stark está se casando com Ramsay Bolton, de maneira que os Bolton podem assim reivindicar Winterfell.  Sem saber que na verdade a noiva é Jeyne Poole, uma amiga de Sansa Stark, a outra irmã, Jon manda Mance Rayder e alguns de seus homens resgatá-la enquanto Stannis e sua tropas marcham para Winterfell. Mais tarde Jon recebe uma carta de Bolton dizendo que Stannis foi derrotado e morto e que Rayder é prisioneiro. Bolton também ameaça ir a té a Muralha e matar Jon se ele não devolver os reféns que fez. Quando sabe disso, Jon decide ir atrás de Bolton em Winterfell ele mesmo mas, antes de poder partir de Castle Black, é esfaqueado pelos outros patrulheiros que tentam defender a neutralidade da Patrulha da Noite na guerra.

#### Genealogia
| \| \| \| \| \| \| \| \| \| \| \| \| \| \| \| \| \| \| \| Rickard[a] \| Rickard[a] \| Rickard[a] \| Rickard[a] \| Rickard[a] \| Rickard[a] \| \| \| \| \| \| \| \| \| \| \| \| \| \| \| Lyarra[b] \| Lyarra[b] \| Lyarra[b] \| Lyarra[b] \| Lyarra[b] \| Lyarra[b] \| \| \| \| \| \| \| \| \| \| \| \| \| \| \| \| \| \| \| \| \| \| \| \| \| \| \| \| \| \| \| \| \| \| \| \| \| \| \| \| Rickard[a] \| Rickard[a] \| Rickard[a] \| Rickard[a] \| Rickard[a] \| Rickard[a] \| \| \| \| \| \| \| \| \| \| \| \| \| \| \| Lyarra[b] \| Lyarra[b] \| Lyarra[b] \| Lyarra[b] \| Lyarra[b] \| Lyarra[b] \| \| \| \| \| \| \| \| \| \| \| \| \| \| \| \| \| \| \| \| \| \| \| \| \| \| \| \| \| \| \| \| \| \| \| \| \| \| \| \| \| \| \| \| \| \| \| \| \| \| \| \| \| \| \| \| \| \| \| \| \| \| \| \| \| \| \| \| \| \| \| \| \| \| \| \| \| \| \| \| \| \| \| \| \| \| \| \| \| \| \| \| \| \| \| \| \| \| \| \| \| \| \| \| \| \| \| \| \| \| \| \| \| \| \| \| \| \| \| \| \| \| \| \| \| \| \| \| \| \| \| \| \| \| \| \| \| \| \| \| \| \| \| \| \| \| \| \| \| \| \| \| \| \| \| \| \| \| \| \| Brandon[a] \| Brandon[a] \| Brandon[a] \| Brandon[a] \| Brandon[a] \| Brandon[a] \| \| \| Catelyn Tully[c] \| Catelyn Tully[c] \| Catelyn Tully[c] \| Catelyn Tully[c] \| Catelyn Tully[c] \| Catelyn Tully[c] \| \| \| Eddard[a] \| Eddard[a] \| Eddard[a] \| Eddard[a] \| Eddard[a] \| Eddard[a] \| \| \| \| \| \| \| \| \| \| \| \| \| \| \| \| \| \| \| \| \| Lyanna[a][d] \| Lyanna[a][d] \| Lyanna[a][d] \| Lyanna[a][d] \| Lyanna[a][d] \| Lyanna[a][d] \| \| \| Benjen[a] \| Benjen[a] \| Benjen[a] \| Benjen[a] \| Benjen[a] \| Benjen[a] \| \| \| \| \| \| \| \| \| \| Brandon[a] \| Brandon[a] \| Brandon[a] \| Brandon[a] \| Brandon[a] \| Brandon[a] \| \| \| Catelyn Tully[c] \| Catelyn Tully[c] \| Catelyn Tully[c] \| Catelyn Tully[c] \| Catelyn Tully[c] \| Catelyn Tully[c] \| \| \| Eddard[a] \| Eddard[a] \| Eddard[a] \| Eddard[a] \| Eddard[a] \| Eddard[a] \| \| \| \| \| \| \| \| \| \| \| \| \| \| \| \| \| \| \| \| \| Lyanna[a][d] \| Lyanna[a][d] \| Lyanna[a][d] \| Lyanna[a][d] \| Lyanna[a][d] \| Lyanna[a][d] \| \| \| Benjen[a] \| Benjen[a] \| Benjen[a] \| Benjen[a] \| Benjen[a] \| Benjen[a] \| \| \| \| \| \| \| \| \| \| \| \| \| \| \| \| \| \| \| \| \| \| \| \| \| \| \| \| \| \| \| \| \| \| \| \| \| \| \| \| \| \| \| \| \| \| \| \| \| \| \| \| \| \| \| \| \| \| \| \| \| \| \| \| \| \| \| \| \| \| \| \| \| \| \| \| \| \| \| \| \| \| \| \| \| \| \| \| \| \| \| \| \| \| \| \| \| \| \| \| \| \| \| \| \| \| \| \| \| \| \| \| \| \| \| \| \| \| \| \| \| \| \| \| \| \| \| \| \| \| \| \| \| \| \| \| \| \| \| \| \| \| \| \| \| \| \| \| \| \| \| \| \| \| \| \| \| \| \| \| \| \| \| \| \| \| \| \| \| \| \| \| \| \| \| \| \| \| \| \| \| \| \| \| \| \| \| \| \| \| \| \| \| \| \| \| \| \| \| \| \| \| \| \| \| \| \| \| \| \| \| \| \| \| \| \| \| \| \| \| \| \| \| \| \| \| \| \| \| \| \| \| \| \| \| \| \| \| \| \| \| \| \| \| \| \| \| \| \| \| \| \| \| \| \| \| \| \| \| \| \| \| Robb[c] \| Robb[c] \| Robb[c] \| Robb[c] \| Robb[c] \| Robb[c] \| \| \| Jeyne Westerling[e] \| Jeyne Westerling[e] \| Jeyne Westerling[e] \| Jeyne Westerling[e] \| Jeyne Westerling[e] \| Jeyne Westerling[e] \| \| \| Sansa[c] \| Sansa[c] \| Sansa[c] \| Sansa[c] \| Sansa[c] \| Sansa[c] \| \| \| Tyrion Lannister[f] \| Tyrion Lannister[f] \| Tyrion Lannister[f] \| Tyrion Lannister[f] \| Tyrion Lannister[f] \| Tyrion Lannister[f] \| \| \| Arya[c] \| Arya[c] \| Arya[c] \| Arya[c] \| Arya[c] \| Arya[c] \| \| \| Brandon[c] \| Brandon[c] \| Brandon[c] \| Brandon[c] \| Brandon[c] \| Brandon[c] \| \| \| Rickon[c] \| Rickon[c] \| Rickon[c] \| Rickon[c] \| Rickon[c] \| Rickon[c] \| \| \| Jon Snow[c][d] \| Jon Snow[c][d] \| Jon Snow[c][d] \| Jon Snow[c][d] \| Jon Snow[c][d] \| Jon Snow[c][d] \| \| \| \| Robb[c] \| Robb[c] \| Robb[c] \| Robb[c] \| Robb[c] \| Robb[c] \| \| \| Jeyne Westerling[e] \| Jeyne Westerling[e] \| Jeyne Westerling[e] \| Jeyne Westerling[e] \| Jeyne Westerling[e] \| Jeyne Westerling[e] \| \| \| Sansa[c] \| Sansa[c] \| Sansa[c] \| Sansa[c] \| Sansa[c] \| Sansa[c] \| \| \| Tyrion Lannister[f] \| Tyrion Lannister[f] \| Tyrion Lannister[f] \| Tyrion Lannister[f] \| Tyrion Lannister[f] \| Tyrion Lannister[f] \| \| \| Arya[c] \| Arya[c] \| Arya[c] \| Arya[c] \| Arya[c] \| Arya[c] \| \| \| Brandon[c] \| Brandon[c] \| Brandon[c] \| Brandon[c] \| Brandon[c] \| Brandon[c] \| \| \| Rickon[c] \| Rickon[c] \| Rickon[c] \| Rickon[c] \| Rickon[c] \| Rickon[c] \| \| \| Jon Snow[c][d] \| Jon Snow[c][d] \| Jon Snow[c][d] \| Jon Snow[c][d] \| Jon Snow[c][d] \| Jon Snow[c][d] \| \| \| |      |      |      |      |      |  |  |                  |                  |                  |                  |                  |                  |  |  |               |               |               |               |               |               |         |         |                  |                  |                  |                  |                  |                  |  |  |      |      |      |      |      |      |        |        |         |         |         |         |         |         |  |  |        |        |        |        |        |        |        |        |          |          |          |          |          |          |        |        |
| Notas: 1. 2. 3. 4. 5. 6. |      |      |      |      |      |  |  |                  |                  |                  |                  |                  |                  |  |  |               |               |               |               |               |               |         |         |                  |                  |                  |                  |                  |                  |  |  |      |      |      |      |      |      |        |        |         |         |         |         |         |         |  |  |        |        |        |        |        |        |        |        |          |          |          |          |          |          |        |        |
| |      |      |      |      |      |  |  |                  |                  |                  |                  |                  |                  |  |  |               |               | Rickard       | Rickard       | Rickard       | Rickard       | Rickard | Rickard |                  |                  |                  |                  |                  |                  |  |  |      |      |      |      |      |      | Lyarra | Lyarra | Lyarra  | Lyarra  | Lyarra  | Lyarra  |         |         |  |  |        |        |        |        |        |        |        |        |          |          |          |          |          |          |        |        |
| |      |      |      |      |      |  |  |                  |                  |                  |                  |                  |                  |  |  |               |               | Rickard       | Rickard       | Rickard       | Rickard       | Rickard | Rickard |                  |                  |                  |                  |                  |                  |  |  |      |      |      |      |      |      | Lyarra | Lyarra | Lyarra  | Lyarra  | Lyarra  | Lyarra  |         |         |  |  |        |        |        |        |        |        |        |        |          |          |          |          |          |          |        |        |
| |      |      |      |      |      |  |  |                  |                  |                  |                  |                  |                  |  |  |               |               |               |               |               |               |         |         |                  |                  |                  |                  |                  |                  |  |  |      |      |      |      |      |      |        |        |         |         |         |         |         |         |  |  |        |        |        |        |        |        |        |        |          |          |          |          |          |          |        |        |
| |      |      |      |      |      |  |  |                  |                  |                  |                  |                  |                  |  |  |               |               |               |               |               |               |         |         |                  |                  |                  |                  |                  |                  |  |  |      |      |      |      |      |      |        |        |         |         |         |         |         |         |  |  |        |        |        |        |        |        |        |        |          |          |          |          |          |          |        |        |
| |      |      |      |      |      |  |  | Brandon          | Brandon          | Brandon          | Brandon          | Brandon          | Brandon          |  |  | Catelyn Tully | Catelyn Tully | Catelyn Tully | Catelyn Tully | Catelyn Tully | Catelyn Tully |         |         | Eddard           | Eddard           | Eddard           | Eddard           | Eddard           | Eddard           |  |  |      |      |      |      |      |      |        |        |         |         |         |         |         |         |  |  |        |        | Lyanna | Lyanna | Lyanna | Lyanna | Lyanna | Lyanna |          |          | Benjen   | Benjen   | Benjen   | Benjen   | Benjen | Benjen |
| |      |      |      |      |      |  |  | Brandon          | Brandon          | Brandon          | Brandon          | Brandon          | Brandon          |  |  | Catelyn Tully | Catelyn Tully | Catelyn Tully | Catelyn Tully | Catelyn Tully | Catelyn Tully |         |         | Eddard           | Eddard           | Eddard           | Eddard           | Eddard           | Eddard           |  |  |      |      |      |      |      |      |        |        |         |         |         |         |         |         |  |  |        |        | Lyanna | Lyanna | Lyanna | Lyanna | Lyanna | Lyanna |          |          | Benjen   | Benjen   | Benjen   | Benjen   | Benjen | Benjen |
| |      |      |      |      |      |  |  |                  |                  |                  |                  |                  |                  |  |  |               |               |               |               |               |               |         |         |                  |                  |                  |                  |                  |                  |  |  |      |      |      |      |      |      |        |        |         |         |         |         |         |         |  |  |        |        |        |        |        |        |        |        |          |          |          |          |          |          |        |        |
| |      |      |      |      |      |  |  |                  |                  |                  |                  |                  |                  |  |  |               |               |               |               |               |               |         |         |                  |                  |                  |                  |                  |                  |  |  |      |      |      |      |      |      |        |        |         |         |         |         |         |         |  |  |        |        |        |        |        |        |        |        |          |          |          |          |          |          |        |        |
| |      |      |      |      |      |  |  |                  |                  |                  |                  |                  |                  |  |  |               |               |               |               |               |               |         |         |                  |                  |                  |                  |                  |                  |  |  |      |      |      |      |      |      |        |        |         |         |         |         |         |         |  |  |        |        |        |        |        |        |        |        |          |          |          |          |          |          |        |        |
| |      |      |      |      |      |  |  |                  |                  |                  |                  |                  |                  |  |  |               |               |               |               |               |               |         |         |                  |                  |                  |                  |                  |                  |  |  |      |      |      |      |      |      |        |        |         |         |         |         |         |         |  |  |        |        |        |        |        |        |        |        |          |          |          |          |          |          |        |        |
| Robb | Robb | Robb | Robb | Robb | Robb |  |  | Jeyne Westerling | Jeyne Westerling | Jeyne Westerling | Jeyne Westerling | Jeyne Westerling | Jeyne Westerling |  |  | Sansa         | Sansa         | Sansa         | Sansa         | Sansa         | Sansa         |         |         | Tyrion Lannister | Tyrion Lannister | Tyrion Lannister | Tyrion Lannister | Tyrion Lannister | Tyrion Lannister |  |  | Arya | Arya | Arya | Arya | Arya | Arya |        |        | Brandon | Brandon | Brandon | Brandon | Brandon | Brandon |  |  | Rickon | Rickon | Rickon | Rickon | Rickon | Rickon |        |        | Jon Snow | Jon Snow | Jon Snow | Jon Snow | Jon Snow | Jon Snow |        |        |
| Robb | Robb | Robb | Robb | Robb | Robb |  |  | Jeyne Westerling | Jeyne Westerling | Jeyne Westerling | Jeyne Westerling | Jeyne Westerling | Jeyne Westerling |  |  | Sansa         | Sansa         | Sansa         | Sansa         | Sansa         | Sansa         |         |         | Tyrion Lannister | Tyrion Lannister | Tyrion Lannister | Tyrion Lannister | Tyrion Lannister | Tyrion Lannister |  |  | Arya | Arya | Arya | Arya | Arya | Arya |        |        | Brandon | Brandon | Brandon | Brandon | Brandon | Brandon |  |  | Rickon | Rickon | Rickon | Rickon | Rickon | Rickon |        |        | Jon Snow | Jon Snow | Jon Snow | Jon Snow | Jon Snow | Jon Snow |        |        |

### Série de televisão

#### 1ª temporada (2011)
Seguindo a história do livro A Game of Thrones, Jon, o filho bastardo de Ned Stark, se junta à Patrulha da Noite. Ele chega à Muralha junto com seu lobo-gigante "Ghost", e percebe que a ordem da Patrulha da Noite estava caindo em ruína. Criado para ser um guerreiro talentoso com grande senso de honra e justiça, Jon é, a princípio, desdenhoso de seus colegas recrutas, homens que vem de classes mais baixas, criminosos sem treinamento e exilados e, por seu comportamento superior, Jon é apelidado de "Lorde Snow". Ele é persuadido por Tyrion Lannister, de visita a Castle Black, o forte da Patrulha, a colocar de lado seus preconceitos e ajudar os outros em treinos com suas armas. Ele fica amigo de Samwell Tarly, um gordinho covarde e péssimo no aprendizado militar, sendo de personalidade mais intelectual. Um pouco antes de fazer seu juramento, Jon fica decepcionado ao descobrir que será feito assistente pessoal do Lorde Comandante da Patrulha, Jeor Mormont, ao invés de um batedor. Sam observa que ele está dessa maneira sendo preparado para ser um futuro comandante. Jon faz seu juramento sob uma árvore sagrada ao norte da Muralha e, antes de voltar para o castelo, Ghost se aproxima com uma mão decepada congelada. Ele e os outros investigam e encontram três corpos de homens da Patrulha que haviam desaparecido no além-da-Muralha juntamente com Benjen Stark, tio de Jon. Enquanto isso, Jon atrai a rivalidade de Alliser Thorne, mestre de armas do castelo, que se empenha em provocar Jon, especialmente após chegarem as notícias de que seu pai, Ned Stark, havia sido preso por traição. Numa noite, Jon salva a vida do comandante Mormont, quando ele é atacado por um morto-vivo, especificamente um dos homens que Jon havia trazido do Além-da-Muralha, e recebe em troca a Longclaw, a ancestral espada de aço valiriano da Casa Mormont, em agradecimento. Jon recebe a notícia da execução de seu pai em Porto Real, e tenta deixar a Patrulha para ajudar sua família, porém seus amigos o convencem a ficar e honrar seu juramento. A Patrulha da Noite parte em uma viagem ao norte da Muralha para investigar os estranhos acontecimentos recentes e Jon vai também.

#### 2ª temporada (2012)
A Patrulha da Noite se abriga na casa do selvagem  Craster, um homem com várias esposas que casa com suas próprias filhas, e Jon acidentalmente vê o homem sacrificar seu próprio filho recém-nascido para os Caminhantes Brancos. Depois de seguirem viagem, Jon se separa dos outros e se junta a um pequeno grupo de batedores liderados por Qhorin Halfhand, para atacar uma pequena patrulha de Selvagens. A única sobrevivente do grupo de selvagens é a guerreira Ygritte e Jon recebe ordens para matá-la, mas ele hesita e ela consegue escapar. Ao persegui-la e recapturá-la, Jon se perde dos outros. Ele viaja com Ygritte durante horas, sem conseguir encontrar os colegas e então eles decidem passar a noite ao relento. Eles dormem juntos para não morrerem de frio durante a madrugada e Ygritte se aproveita para provocar Jon sexualmente, sabendo dos votos de celibato que ele fez. No dia seguinte, Ygritte aproveita outra distração de Jon e escapa, porém dessa vez, quando Jon a persegue, é encurralado por outros Selvagens e é capturado. Ele encontra Quorin no cativeiro e este ordena a Jon que finja desertar da Patrulha da Noite e se junte aos Selvagens, para descobrir seus planos; Qhorin então encena uma luta e secretamente o instrui para que Jon o mate, ganhando a confiança dos Selvagens. Jon o faz e é levado à presença de Mance Rayder, o selvagem Rei Além-da-Muralha.

#### 3ª temporada (2013)
Jon promete sua lealdade a Rayder e viaja com os selvagens, descobrindo que os Caminhantes Brancos atacaram a Patrulha da Noite e Jon pensa que seus colegas e seu comandante foram mortos pelas criaturas. Mance Rayder ordena a seu colega Tormund Giantsbane que leve um grupo para escalar a Muralha e atacar Castle Black por trás, enquanto o exército de Mance, o maior exército que o Norte já viu, ataca a Muralha. Jon e Ygritte vão neste grupo e, durante a viagem, os dois se apaixonam e fazem sexo. A partir daí Jon se vê dividido entre seus sentimentos por Ygritte e sua lealdade à Patrulha. Depois de escalarem a Muralha, o grupo começa a atacar vilarejos próximos, para o desgosto de Jon. Quando ele se recusa a matar um homem inocente para provar sua lealdade, os Selvagens tentam matá-lo mas ele foge e é seguido por Ygritte, que o fere com três flechas até que ele consegue escapar novamente, com muito pesar ao ser forçado a trair sua amada. Ele finalmente consegue retornar a Castle Black.

#### 4ª temporada (2014)
É só depois de chegar que Jon descobre o que aconteceu com o resto de sua família: Arya estava desaparecida desde a morte de Ned, Bran e Rickon haviam sido mortos por Theon Greyjoy e Winterfell fora destruída, Sansa foi dada em casamento a Tyrion Lannister e, mais recentemente, Robb fora traído e morto no Casamento Vermelho, e a Jon apenas resta lamentar por tudo isso. Dois patrulheiros, Alliser Thorne e Janos Slynt, querem que Jon seja executado por traição por ter se juntado aos Selvagens, mas ele consegue convencer Meistre Aemon de sua inocência e lealdade e é libertado. Depois ele lidera uma expedição até o Acampamento de Craster, onde alguns dos patrulheiros se amotinaram e mataram o Comandante Mormont; após derrotar os rebeldes, ele se reúne a seu lobo "Fantasma". De volta ao castelo, Jon alerta Thorne, que lidera a Patrulha provisoriamente, sobre o iminente ataque dos selvagens, mas a maioria de seus conselhos são ignorados. Finalmente, o ataque acontece: um grupo de selvagens, comandados por Tormund Giantsbane, ataca Castle Black pelo sul enquanto outro liderado por Mance Rayder sitia a Muralha ao norte. Na confusão da batalha, Jon assume o comando da Patrulha e lidera os homens em uma vitória apertada. O exército de Mance recua temporariamente e os homens de Tormund são derrotados, o próprio Tormund é capturado, mas Ygritte é atingida por uma flecha e morre nos braços de Jon. Ele ainda vai ao norte da Muralha para negociar uma trégua com Rayder ou mesmo matá-lo, porém, Stannis Baratheon chega à fortaleza com seu exército e toma Mance como prisioneiro. Com a batalha resolvida, Jon leva Ygritte até Além-da-Muralha e queima seu corpo sob uma árvore sagrada, enquanto lamenta muito essa perda.

#### 5ª temporada (2015)
A pedido de Stannis, Jon tenta intermediar uma aliança com Mance Rayder, porém este se recusa a se submeter e é queimado vivo na fogueira pela sacerdotisa Melisandre. Stannis oferece a Jon legitimá-lo como um Stark e fazê-lo Lorde de Winterfell em troca de seu apoio, porém Jon recusa, por ainda ser leal ao seu juramento na Patrulha da Noite. Logo em seguida, ele é eleito por seus companheiros como Lorde Comandante da Patrulha da Noite, inicialmente empatando com sua nêmesis Alliser Thorne, mas ganhando o cargo pelo desempate de Meistre Aemon. Jon decide se unir a Tormund e trazer os selvagens para habitarem ao sul da Muralha, para salvá-los dos Caminhantes Brancos para que eles possam lutar juntos contra as criaturas. Porém, isso enfurece alguns membros da Patrulha que tem um ódio profundo pelos Selvagens. Mesmo assim, Jon viaja para o norte até o último refúgio dos selvagens para convencê-los a voltarem com ele. Eles se preparavam para partir quando o Exército dos Mortos, liderado pelo Rei da Noite em pessoa, ataca a fortaleza, massacrando os Selvagens. Jon e seus colegas conseguem escapar com alguns milhares de sobreviventes, porém mais de cem mil pessoas ficam para trás e se tornam mortos-vivos, um grande acréscimo ao Exército dos Mortos. De volta a Castle Black, Jon é levado por seu assistente,  Olly, até uma armadilha preparada por Thorne e seu grupo de amotinados, insatisfeitos com as atitudes de Jon em relação aos selvagens, e é esfaqueado até a morte por seus companheiros.

#### 6ª temporada (2016)
Alguns patrulheiros leais a Jon, liderados por Davos Seaworth fazem uma barricada num quarto com "Fantasma" e o corpo de Jon enquanto seu amigo Eddison Tollett sai em busca de ajuda. Thorne assume a liderança da Patrulha da Noite e ataca o quarto, porém é impedido por Tormund e um grupo de selvagens que vieram a pedido de Edd. Com a paz restaurada no castelo, Davos encoraja Melisandre a usar de sua mágica para tentar ressuscitar Jon. A princípio, o ritual falha, porém, pouco depois, Jon revive. Após enforcar Thorne e seus amotinados por traição, ele entrega o comando da Patrulha a Edd e se prepara para deixar Castle Black. Antes que isso aconteça, entretanto, sua irmã Sansa, que fugiu de Winterfell e de Ramsay Bolton, chega à Muralha escoltada por Brienne de Tarth e os dois irmãos se reencontram. Sansa quer que Jon reúna um exército para retomar Winterfell, o que ele recusa, porém quando recebe uma carta de Ramsay, exigindo a devolução de Sansa e anunciando que seu irmão mais novo, Rickon, é seu refém e que irá matá-lo se Sansa não for devolvida, Jon decide ir à guerra por Winterfell e por Rickon. Ele tem o apoio dos Selvagens, que, contudo, não são suficientes para vencer Ramsay. Ele tenta conseguir reforços com os Lordes do Norte, mas a maioria se recusa a ajudá-lo e o exército de Jon continua muito menor que o do inimigo. Mesmo assim, Jon continua até Winterfell, com pressa para salvar seu irmão. Quando os dois exércitos se encontram na frente da fortaleza, Ramsay mata Rickon à frente de todos, com uma flechada depois de mandá-lo correr para o irmão. Em fúria, Jon corre contra o exército inimigo e uma grande batalha começa. Inferiorizados em número e cercados pelos soldados de Bolton, os homens de Jon estão prestes a ser todos mortos quando os Cavaleiros do Vale, liderados por Sansa e Petyr Baelish, aparecem e derrotam o exército de Ramsay, que então busca abrigo dentro da fortaleza. Jon persegue Ramsay até o castelo e o surra selvagemente, parando antes de matá-lo, deixando Sansa entregar o marido a seus próprios cães, que o devoram vivo. Assim os Starks retomam Winterfell, seu lar, e restabelecem seu governo no Norte. Longe dali, Bran Stark, o outro irmão de Jon ainda vivo que tem visões do passado, vê sua tia, Lyanna Stark, reunida com seu pai, Ned, em seu leito de morte, entregando seu filho ao irmão e fazendo-o prometer que fará de tudo para proteger a criança, o pequeno Jon Snow (na verdade, filho de Lyanna com o príncipe herdeiro, Rheagar Targaryen). Em um reunião de todos os Lordes do Reino do Norte em Winterfell, Jon é nomeado Rei do Norte por seus súditos.

#### 7ª temporada (2018)
Como Rei do Norte, Jon começa a preparar seu povo para a invasão dos Caminhantes Brancos, treinando exércitos,, forjando armas, e fortalecendo os castelos. Jon manda Tormund e seus selvagens para  Eastwatch-by-the-Sea, um importante castelo da Muralha que estava mal fortificado. Ele recebe e ignora uma mensagem de Cersei Lannister exigindo que se submeta e jure lealdade a ela, como Rainha dos Sete Reinos. Depois, recebe uma mensagem de Tyrion Lannister, em nome de Daenerys Targaryen, para que vá a Pedra do Dragão encontrar-se com ela. A princípio, Jon, Sansa e Davos acham muito perigoso e ele fica em dúvida, mas quando recebe outra mensagem de Sam, que estava na Cidadela, dizendo que Pedra do Dragão ficava sobre uma rocha com enormes quantidades de vidro do dragão, a única arma que pode matar os Caminhantes Brancos, ele decide fazer a viagem e deixa Sansa como sua regente em Winterfell. Jon chega à Pedra do Dragão acompanhado de Davos Seaworth e é recebido na praia por Tyrion e Missandei. Desarmados, eles são levados à presença de Daenerys que quer que Jon se ajoelhe e preste lealdade a ela como rainha, já que ela disputa o Trono de Ferro com Cercei, enquanto o interesse de Jon é sobre ajuda contra os Caminhantes Brancos, nos quais Daenerys nem acredita. Após um primeiro contato tenso entre os dois, Jon se torna um hóspede forçado de Daenerys. Influenciada per Tyrion, ela permite que Jon faça as escavações necessárias para retirar vidro do dragão das rochas sob a fortaleza.
Jon leva Daenerys à caverna sob o castelo onde estava a rocha e lhe mostra antigos desenhos descobertos nas paredes da caverna, feitos pelas Crianças da Floresta e pelos Primeiros Homens, e também desenhos feitos dos Caminhantes Brancos, mostrando que essa é a verdadeira ameaça e que eles precisam se unir para vendê-la, como os povos antigos fizeram. Ela diz que o ajudará se ele se ajoelhar perante ela, mas Jon reluta lembrando que o povo do Norte não quer mais se sujeitar a outros líderes depois de tudo o que sofreram. Mais tarde, Daenerys deixa a fortaleza para enfrentar o exército de Cercei, mas Jon permanece lá. Theon Greyjoy chega ao castelo com alguns homens para pedir ajuda a Daenerys para libertar sua irmã, mas é recebido por Jon, que só não o mata por causa da ajuda que ele prestou a Sansa, mesmo depois de ter traído os Starks. Ele vê Daenerys retornando vitoriosa da batalha com seu dragão,  Drogon. Para a surpresa de Daenerys, o dragão se aproxima de Jon e permite que este lhe faça carinho. Em seguida, Jon recebe uma mensagem informando que Arya e Bran estão vivos em Winterfell e que Bran viu o Rei da Noite marchando com seu exército para Eastwatch-by-the-Sea. Surge então um plano: Jon irá ao norte da Muralha para capturar um Caminhante Branco e levá-lo a Porto Real para convencer Cercei a aceitar uma trégua até que as criaturas sejam derrotadas. Ele parte para o forte de Eastwatch-by-the-Sea, levando também Jorah Mormont, servo de Daenerys, e Gendry, filho bastardo do rei Robert. Na Muralha, eles se juntam a Tormund Giantsbane e mais um grupo formado por prisioneiros de Tormund, a Irmandade sem Bandeiras, e então saem para Além-da-Muralha.
Durante a caminhada, ele tenta devolver Garra Longa, a espada que lhe foi dada por Jeor Mormont, ex-comandante da Patrulha da Noite, a seu filho, Jorah, mas este responde que a espada está em melhor mãos com Jon. Os homens conseguem capturar um morto-vivo, mas são encurralados pelo exército dos Caminhantes Brancos. Jon então manda Gendry de volta à Muralha para enviar um mensagem por corvo a Daenerys pedindo ajuda. Quando estão cercados e perto de serem aniquilados, ela aparece com seus dragões que derramam uma torrente de fogo contra os mortos-vivos, enquanto o grupo sobe no dragão com Daenerys. Porém, um dos dragões,  Viserion, é morto por uma lança de gelo lançada pelo Rei da Noite e depois transformado num morto-vivo. Daenerys e o grupo de homens fogem montados em  Drogon, o dragão sobrevivente, mas Jon, encurralado, fica para trás. Ele consegue escapar ajudado por seu tio Benjen Stark, que há anos vagava Além da Muralha, e enfrenta os mortos-vivos enquanto Jon foge em seu cavalo. Mais tarde ele é recolhido pelos patrulheiros na porta da Muralha, onde chega desmaiado em cima do cavalo, e é levado para o navio de Daenerys. Quando acorda, ele conversa com Daenerys, lamentando a morte de seu dragão. Ela então promete que irá ajudá-lo na guerra contra os Caminhantes Brancos e ele a declara como sua rainha.
Eles então vão até Porto Real para uma reunião com Cercei. Eles mostram a criatura e Cercei diz que aceitará a trégua se Jon permanecer neutro quando a trégua acabar, o que Jon recusa, dizendo que já jurou sua lealdade a Daenerys, o que faz Cercei encerrar a reunião sem acordo. Tyrio consegue convencer sua irmã a aceitar o acordo e Cercei retorna prometendo que irá à guerra contra os monstros com Jon e Daenerys.
Jon e Daenerys se dirigem ao norte num navio da frota Targaryen e fazem amor no quarto dela, enquanto Samwell Tarly e Bran Stark, em Winterfell, conversam secretamente e revelam que Jon é na verdade um filho legítimo de Rhaegar Targaryen e Lyanna Stark, sendo então sobrinho de sangue de Daenerys, e que seu nome verdadeiro é Aegon Targaryen, o real herdeiro do Trono de Ferro.

#### 8ª temporada (2019)
Jon retorna a Winterfell com Daenerys Targaryen e seus exércitos. Sansa o acolhe e à rainha Targaryen mas se sente visivelmente incomodada e suspeitosa com a presença dela; ela diz a Jon que ele saiu de Winterfell como rei do Norte e agora volta de joelhos dobrados para Daenerys. Cobrado pelos lordes do Norte ele deixa claro que tudo que fez foi pelo povo do Norte e que a aliança com Daenerys é a única maneira de salvá-los.  Ele se reencontra com Bran e com Arya depois de vários anos. Ele e Daenerys voam montados nos dragões da rainha para um lugar deserto nas montanhas geladas onde se beijam à sós. Na cripta de Winterfell, ele finalmente se reencontra com Samwell, que lhe conta toda a verdade sobre quem são seus pais e quem ele é.  Jaime Lanister chega sozinho a Winterfell e num julgamento no Grande Salão Daenerys e Sansa querem executá-lo; depois da intervenção de tyrion e Brienne a favor de Jaime, Daenerys pergunta a Jon sua opinião e ele diz que todos os homens são necessários. Depois ele recebe no pátio do castelo a Tormund e Eddie da Patrulha da Noite que conseguiram escapar dos Caminhantes na Muralha e no caminho pelo Norte. Ele está nas criptas, orando com uma vela em frente à estátua de Lyanna Stark quando Daenerys chega; ele então lhe conta a verdade e que é Aeron Targaryen. A conversa é interrompida com a chegada dos Caminhantes Brancos à frente de Winterfell.
Quando a batalha começa, Jon e Daenerys estão com os dragões numa colina próxima a Winterfell de onde veem os primeiros combates esperando para emboscar o Rei da Noite e seu dragão morto-vivo  Viserion. O plano é desfeito quando ela vê seus guerreiros Dothraki serem massacrados após investirem contra os mortos-vivos e voa para o local da luta despejando fogo sobre as Criaturas. Jon e Daenerys voam para a retaguarda do exercito dos mortos tentando encontrar o Rei da Noite, mas este lança uma tempestade de neve e neblina no ar que os faz perderem a visão do solo e o senso de direção. Uma luta entre dragões acaba se seguindo e Jon consegue derrubar o Rei da Noite de Viserion, mas ele também é derrubado com seu dragão Rhaegal. Quando tenta perseguir o líder dos Caminhantes no solo no meio do mar de corpos de soldados de Winterfell, dothrakis e selvagens, a um gesto do Rei eles se levantam e se tornam um novo exercito de Mortos-Vivos que cercam Jon. Ele acaba salvo pela chegada de Daenerys e Drogon, que queima a maioria dos inimigos. Ele foge dali atrás de Bran e acaba dentro de Winterfell, perseguido por Viserion que começa a queimar todo o castelo. Quando está a ponto de ser morto pelo dragão, este se desfaz em pó de vidro quando seu criador, o Rei da Noite, é morto por Arya no Bosque Sagrado, terminando a batalha com a vitória dos vivos.
Durante a cerimônia de cremação dos defensores de Winterfell ele faz um discurso sobre o valor e a honra de todos e de que deverão ser lembrados para sempre como o escudo da Humanidade.  No banquete noturno que se segue em comemoração à vitória ele bebe e se diverte com os lordes e Daenerys sente o quanto ele é querido ali e ela ignorada. Mais tarde, a sós, os dois discutem o futuro e ela lhe implora que guarde o segredo mas ele diz que precisa contar a Sansa e Arya. Os irmãos Stark se reúnem no Bosque Sagrado sobre a neve e as irmãs lhe falam da constante desconfiança com relação a Daenerys e lhe cobram o fato de ter se dobrado a ela. Jon então pede que jurem segredo sobre o que lhes irá contar a pede a Bran que fale tudo sobre as origens dele. Mais tarde ele deixa Winterfell rumo ao sul, para  a luta contra Cersei Lannister ao lado de Daenerys, e se despede de Tormund Giantsbane, que irá viver com seu povo na região da Muralha, e de Sam e Gilly, que está grávida e diz que se a criança for menino receberá o nome dele como homenagem.
Jon chega à Pedra do Dragão para encontrar Daenerys e esperar seu exército e quando desembarca é recebido por Varys. O Mestre dos Sussurros lhe diz que sabe de sua origem e que, sempre pensando no que é melhor para Westeros, ao que dedicou sua vida, ele é a pessoa ideal para se sentar no Trono de Ferro pelo seu caráter conhecido de todos enquanto Daenerys continua a ser uma incógnita. Jon deixa claro mais uma vez que não quer o Trono. Mais tarde Varys é acusado de traição e Jon assiste sua execução numa praia queimado vivo por Drogon. Durante o ataque a Porto Real, suas tropas do Norte, os Imaculados e os Dothrakis derrotam os exércitos de Cersei, que se rendem. Mesmo depois que os sinos da cidade tocam anunciando a rendição, ele vê horrorizado a rainha Targaryen e seu dragão queimá-la toda, com a população presa no interior de suas muralhas. Ele ordena no fim uma retirada de seus próprios homens, receoso de que todos eles possam ser queimados e mortos junto com o inimigo derrotado e os civis.
Acompanhado por Davos Seaworth, Tyrion  alguns de seus homens, ele vaga pela cidade incendiada e destruída onde vê corpos queimados de crianças, aumentando sua perplexidade. no caminho, ele tenta confrontar Verme Cinzento que se prepara para executar prisioneiros rendidos da Casa Lannister mas é impedido de reagir por Davos. Quando encontra com Daenerys e suas tropas, vê Tyrion ser preso pela rainha por traição e a segue até a sala destruída do Trono de Ferro. Ele protesta pela matança mas ela diz que são mortes necessárias e quer que ele a acompanhe em sua conquista do mundo. Jon diz que ela sempre será sua rainha, a abraça, a beija mas então a mata com uma facada no peito. Drogon aparece, queima o Trono de Ferro com seu fogo derretendo-o, mas poupa Jon e alça voo levando o corpo de Daenerys em suas garras. Ele é aprisionado por Verme Cinzento e seus Imaculados. Uma reunião é feita no Fosso do Dragão e Bran Stark é escolhido como novo rei. Verme Cinzento quer executar Jon pelo assassinato de sua rainha mas aceita quando os nobres decidem puni-lo, para evitar nova guerra, com o desterro perpétuo. Ele vai então para Castle Black na Muralha se juntar à Patrulha da Noite mas, com o fim da Patrulha, lá apenas encontra Tormund Giantsbane, seu povo Selvagem e seu lobo "Ghost". Com eles, então, deixa a Muralha e ruma para o norte, para as Terras do Inverno Perpétuo.

## Recepção crítica
Considerado uma das "melhores criações" do autor e um dos personagens mais populares da série, David Orr, do jornal New York Times, descreve Jon como "um ponderado, complexo e basicamente bom personagem". Laura Prudom, do Variety, diz que "Jon tem as mesmas deficiências de seu pai; ele luta com honra contra oponentes que estão todos dispostos a usar essa moral previsível contra ele". David Benioff e D. B. Weiss, roteiristas e produtores-executivos de Game of Thrones, explicam que Jon é um dos personagens da série que "precisam enfrentar verdades duras sobre o mundo em que vivem e se adaptarem a estas verdades, porque a maior diculdade que muitos deles enfrentam é como fazer isso sem perder o controle de quem eles são". Como adendo, eles colocam que "Jon tenta viver com honra, mesmo sabendo que a honra frequentemente faz os membros de sua família serem mortos". O site especializado IGN nomeou Jon Snow como "O Maior Herói da Televisão em 2011".
A identidade da mãe de Jon Snow, revelada na 6ª temporada da série de televisão (ela nunca foi revelada até agora nos livros), criou muita especulação entre os fãs e críticos da série. Desde 2011, quando da 1ª temporada de Game of Thrones, David Orr deu voz às teorias de leitores no The New York Times, quando escreveu: "Apesar de Jon Snow ser apresentado como o filho ilegítimo de Ned Stark, é incerto se o patriarca dos Stark é realmente seu pai". Em 2014, o ator Sean Bean, que vive Ned nas telas, disse quando perguntado em entrevista sobre a possível volta de seu personagem em flashbacks em próximas temporadas:"Eu realmente tenho um negócio a terminar que precisa ser resolvido ali."

## Ator

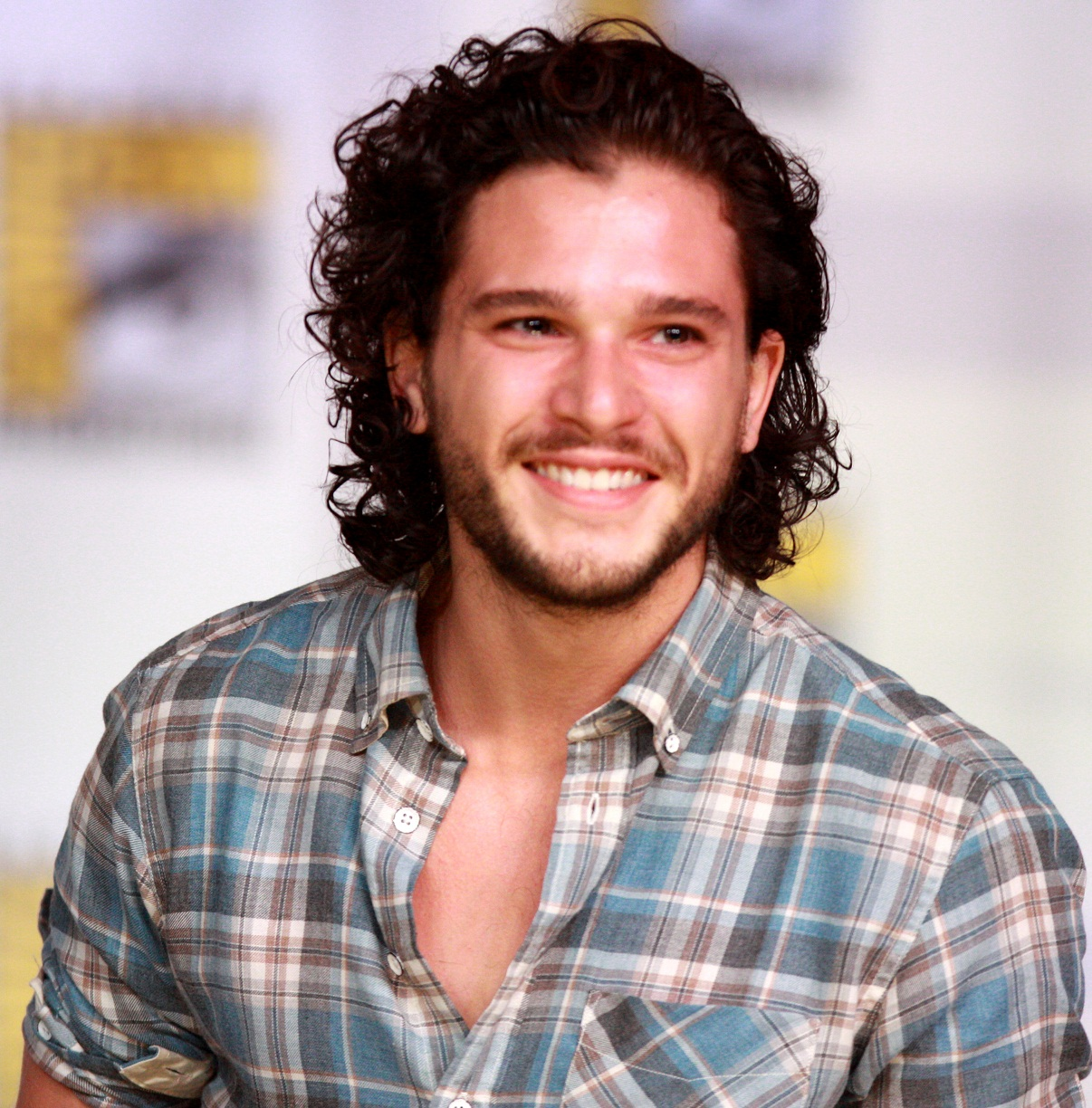
Kit Harington interpretou Jon Snow por dez anos em Game of Thrones, durante as oito temporadas.

O ator inglês Kit Harington vive Jon Snow na televisão. A revista TV Guide o chamou de "um "galã com alma" cujo Jon é idolatrado por seus irmãos mais novos e que "busca um propósito" juntando-se à Patrulha da Noite. Sua performance na 6ª temporada da série lhe rendeu uma indicação para o Primetime Emmy Awards de melhor ator coadjuvante em série dramática. Ele também foi indicado para o Saturn Awards de melhor ator coadjuvante em televisão em 2012, 2016 e 2017. Junto com o restante do elenco, ganhou o Empire Award em 2015 e foi quatro vezes indicado ao Screen Actors Guild Award.
Em outubro de 2014, Harington e outros atores-chave do elenco, todos contratados inicialmente para seis temporadas da série, renegociaram seus contratos para uma potencial sétima temporada com um aumento de salário para as temporadas cinco, seis e sete. The Hollywood Reporter chamou a renegociação de "enorme", comentando que os novos valores colocaria estes atores "entre os mais bem pagos da televisão a cabo"  O portal Deadline.com, que cobre as notícias de Hollywood, apontou valores de US$300.000 dólares para a 5ª temporada e o valor anunciado para a sétima temporada e uma potencial oitava foi de "perto de US$500.000 dólares por episódio".
Em 2017, ele transformou-se num dos atores mais bem pagos da história da televisão, com um contrato de US$1.100.000 dólares por cada episódio da nova temporada. O jornal britânico Daily Express colocou os valores totais na casa de £2 milhões, provavelmente um valor que incluiu percentagens nos direitos pela retransmissão do programa em outros países do mundo – cerca de 170 – e sobre a comercialização de DVDs.
Em junho de 2018 Harington casou-se com a atriz Rose Leslie, que viveu o personagem "Ygritte", sua namorada em Game of Thrones. Em sintonia com o universo da série, o casamento foi realizado no Castelo de  Wardhill, na Escócia.